# 金銭消費貸借契約
金銭消費貸借契約（きんせんしょうひたいしゃくけいやく）とは、将来の弁済を約束した上で、金銭を消費するために借り入れる契約のことである。一般的に、銀行や消費者金融等の金融機関等が貸主となって締結されることが多い。金消契約、ローン契約などと略称する。
消費貸借契約とは、借りたものそのものは消費することを前提に、借りたものと同じものを同じ数量を返却することを約束して、物や金銭を借りる契約のことであり、このうち、金銭の貸し借りを契約したものを金銭消費貸借契約という。

## 契約の締結と契約書等

### 契約書
金銭消費貸借契約は、判例によれば要物・不要式契約であるから、借主が将来の弁済を約束し、貸主が借主へ金銭を交付した段階で有効に成立する。
しかしながら、一般的に、金銭消費貸借契約を締結する場合には、金銭消費貸借契約書または借用証書が作成されることが多い。これは、契約の存在を確認・証明し、後日の紛争を未然に防ぐためになされる。
金銭消費貸借契約書または借用証書の効力には差がないが（どちらも紛争の際には証拠となりうる）、金銭消費貸借契約書は借主・貸主それぞれの手元に置くために、正本を2通又は正副2通を作成することが多いのに対し、借用証書の場合は借主が署名押印して貸主へ差し入れる事が多いので1通しか作成されない場合が多い。
金銭消費貸借契約書は貸付けを行う前に締結することも多いため、この場合には、当該契約内容自体は、判例理論から金銭消費貸借契約の予約であるが、学説では、諾成的金銭消費貸借契約として理解する見解が有力である。

### 実際の記載事項
金銭消費貸借契約書には、一般的に以下の内容が記載されるが、これに限らない。
- 貸主と借主
- 貸付日
- 貸付金額
- 貸付けの実行の方法
- 貸付け実行の前提条件
- 元本返済の時期・方法
- 利息の定め
- 遅延損害金の定め
- 期限の利益喪失事由
- 保証人、担保設定に関する定め
- 借主の表明・保証
- 借主のコベナンツ（財務制限条項など）
- 貸付債権の譲渡の可否・方法に関する定め
- 貸主が複数の場合には、エージェントや意思決定に関する定め
- 準拠法、合意管轄

### 契約書と印紙税
金銭消費貸借契約書を作成する場合であって、記載金額が1万円を超える場合は、印紙税法により課税文書扱いとなるので、収入印紙を貼付の上で消印しなければならない。
収入印紙が無い場合は他の課税文書と同じく、契約そのものは有効であるが印紙税法違反（脱税）となる。
副本を作成する場合は、控えのための単なるコピーであれば原則として印紙税は非課税となるが、副本の側にも借主・貸主の双方又は片方の署名押印がある場合などは、副本も契約の成立を証明する目的で作成されたとみなされるため、課税文書となる。

## 金銭消費貸借と担保
金銭消費貸借契約に付随して、質権や抵当権、譲渡担保等の担保物権が設定されることも多い。金銭消費貸借契約について抵当権が設定される場合には、抵当権設定の登記申請後に金銭が交付されるのが一般的である。

## 利息と損害金

### 利率
金銭消費貸借契約では、利息と遅延損害金の定めがなされるのが一般的である。
利息の契約は利息制限法により以下の通り利率の上限が定められている。
- 元本が10万円未満の場合 - 年20%
- 元本が10万円以上100万円未満の場合 - 年18%
- 元本が100万円以上の場合 - 年15%

上記を超える部分は、超過部分につき無効となる。

名目に関わらず、実質的に利息として課されているとみなされる金銭については、利息制限法の適用を受けることとなる。
遅延損害金については、上記制限利息の1.46倍が上限となっている。
一般的に金銭消費貸借契約には利息についての定めがおかれることが多いが、本来、利息についての約定がなければ、商人間の行為でない限り無利息となる。商人間の場合は、当然に利息付となる。
利息を付す定めがあるにもかかわらず、利率についての定めがなければ、法定利息である年5%の定めがあったものとされる。また、商行為について生じた債務の場合は、商事法定利息として年6%の定めがあったものとされる。

### 期限の利益の喪失
金銭消費貸借契約には、契約中に、借主の重大な信用喪失等の一定の場合に債務者が期限の利益を失う旨の条項が設けられていることが多い。
通常、債務者は一定の期限に借り入れた金銭を弁済すればよいのであり、逆に言えば一定の期限内は借り入れた金銭を自由に費消できる。これを「期限の利益」というが、期限の利益を喪失するということは、その段階で直ちに債務を弁済をしなければならないということである。
この場合、債権者の請求によって期限の利益が失われるとするものと、通知・催告なしに当然に期限の利益が失われるとするものとがある。

#### 規定
期限の利益の喪失条項としては、一般的に以下のような場合に期限の利益を失うとする規定がおかれることが多い。
- 債務者が他の債務につき、強制執行、保全処分などを受けたとき
- 債務者に対し、破産手続・民事再生手続又は会社更生手続開始の申立てがあったとき
- 債務者が国税滞納処分またはその例による差押えを受けたとき
- 債務者が住所を変更し、その旨を債権者に告知しないとき

実際の契約書上に記載されるのは、後者の通知・催告なしに当然に期限の利益が失われる場合が一般的である。
例えば、債権者が金銭消費貸借契約書を公正証書で作成し、それをもって強制執行をするため、執行文の付与を求める場合、債権者の請求によって期限の利益が失われる場合は、債権者が期限の利益の喪失を請求した事実を証明しなければ既に期限の到来している分しか強制執行の被保全債権とならないのに対し、通知・催告なしに当然に期限の利益が失われるとする場合は、当然ながらその必要がないからである。